# Мельниченко Віктор Васильович
Ві́ктор Васи́льович Мельниче́нко (24 травня 1972 — 12 жовтня 2014) — український військовик, учасник російсько-української війни, сержант Збройних сил України.

## Життєпис
Народився 1972 року в селі Веселий Кут (Тальнівський район, Черкаська область). Закінчив Веселокутську середню школу, потім вступив до Уманського ПТУ № 36, де здобув професію механізатора.
Проходив строкову військову службу в лавах Збройних Сил України. Працював далекобійником.
У часі війни — доброволець. З серпня 2014-го — водій, 128-ма окрема гірсько-піхотна бригада.
12 жовтня 2014-го загинув поблизу Дебальцевого від численних ушкоджень внутрішніх органів після поранення, котрого зазнав під час мінометного обстрілу, вчиненого терористами.
Без Віктора лишились мама, дружина Ірина Михайлівна, двоє дорослих синів Владислав і Микола, брат Сергій з родиною.
15 жовтня 2014 року похований у селі Веселий Кут.

## Нагороди та вшанування
За особисту мужність і героїзм, виявлені у захисті державного суверенітету та територіальної цілісності України, вірність військовій присязі під час російсько-української війни, відзначений — нагороджений
- орденом «За мужність» III ступеня (посмертно)
- Нагороджений медаллю «За заслуги перед Черкащиною» (посмертно)
- На знак вшанування Віктора Мельниченка встановлено меморіальні дошки на пам'ятнику Героям Небесної Сотні у Тальному та 22 травня 2015 року в селі Веселий Кут на будівлі загальноосвітньої школи[4].
- На сесії Тальнівської районної ради йому присвоєно звання «Почесний громадянин Тальнівщини» (посмертно)[1].
- Його портрет розміщений на меморіалі «Стіна пам'яті полеглих за Україну» у Києві: секція 4, ряд 3, місце 34